# Bòrt (Corresa)
Bòrt (en francès Bort-les-Orgues) és un municipi francès situat al departament de la Corresa i a la regió de la Nova Aquitània.

## Demografia
| 1962                                       | 1968  | 1975  | 1982  | 1990  | 1999  | 2007  |
| ------------------------------------------ | ----- | ----- | ----- | ----- | ----- | ----- |
| 5.115                                      | 4.937 | 5.075 | 4.509 | 4.208 | 3.535 | 3.247 |
| Des de 1962: població sense dobles comptes |       |       |       |       |       |       |

## Administració
| Període   | Identitat                    | Partit |
| --------- | ---------------------------- | ------ |
| 1971-1983 | Jean-Baptiste Papon          |        |
| 1971-1983 | Roger Guillard               |        |
| 1983-2001 | Jean-Pierre Dupont           | RPR    |
| 2001-     | Nathalie Delcouderc-Juillard | PS     |

## Personatges il·lustres
- Daniel Dutuel, futbolista

## Agermanaments
- Saint-Julien-lès-Metz